# Alice Bellagamba

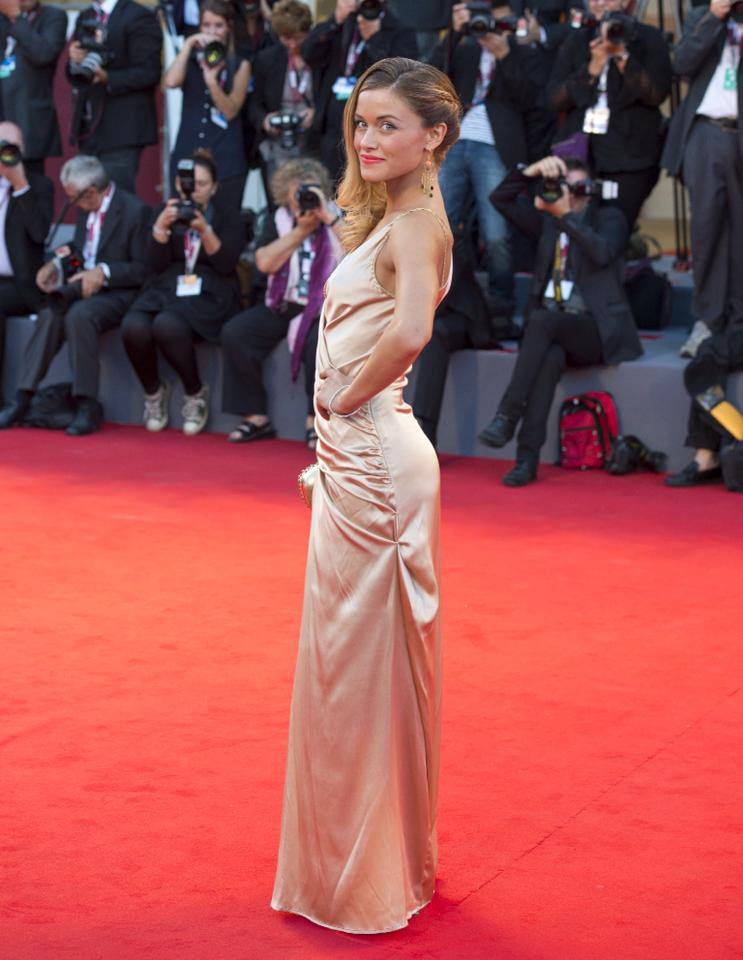
Alice Bellagamba auf dem roten Teppich der 70. Internationalen Film auf dem Festival der Tulpen Black Silk, festspiele von Venedig (2013)

Alice Bellagamba (* 1. November 1987 in Jesi, Marken) ist eine italienische Tänzerin und Schauspielerin.

## Leben
Mit sechs Jahren begann Alice Bellagamba in ihrem Heimatverein Acri Rollkunstlauf zu trainieren. Dort war sie sowohl im Einzel- als auch im Paarlauf erfolgreich. Ab 1996 übte sie modernen Tanz im örtlichen Palestra Linea Club. 1999 gewann sie bei einem Praktikum an der florentinischen Ballettschule Balletto di Toscana ein Stipendium. Im Jahr darauf zog sie nach Florenz und studierte Tanz an der Balletto di Toscana. Gleichzeitig begann sie eine Schulausbildung auf der Sekundarstufe II (scuole superiori), brach sie aber zwei Jahre später wieder ab, um sich auf das professionelle Tanzen zu konzentrieren. 2008 nahm sie an der achten Staffel der Castingshow Amici di Maria De Filippi teil und erreichte den vierten Platz. 2009 debütierte sie als Schauspielerin in dem TV-Musikfilm Il ritmo della vita an der Seite von Corinne Cléry und Anna Safroncik. 2011 war sie mit Balla con noi - Let's Dance auf der  Leinwand zu sehen. Weitere Film- und Fernsehrollen folgten.
Am 18. Oktober 2014 heiratete Alice Bellagamba Andrea Rizzoli, den Sohn der Schauspielerin Eleonora Giorgi und des Verlegers Angelo Rizzoli. Am 3. Februar 2016 kündigt Bellagamba auf den italienischsprachigen Seiten Vanity Fair die Trennung von ihrem Mann an.
Im April 2017 präsentierte sie beim Festival Tulipani di seta nera in Rom ihren ersten Kurzfilm Last Chance, bei dem sie das Drehbuch schrieb, Regie führte und auch selbst mitspielt.
Im März 2018 gründete sie die Tanzcompagnie „Balletto delle Marche“, bei der sie als künstlerische Leiterin, Tänzerin und Choreografin tätig ist.

## Filmografie als Schauspielerin
- 2009: Il ritmo della vita (Regie: Rossella Izzo)
- 2011: Balla con noi (Regie: Cinzia Bomoll)
- 2011: Non smettere di sognare – TV-Serie, 8 Folgen
- 2011: Anna e i cinque – TV-Serie, 6 Folgen
- 2011: Just a cigarette (Kurzfilm)
- 2012: Provaci ancora prof – TV-Serie, 6 Folgen
- 2012: Ihr Name war Maria (Maria di Nazaret) – TV-Miniserie
- 2012: Un passo dal cielo 2 – TV-Serie, 14 Folgen
- 2012: Angel (Kurzfilm; Regie: Maria Luisa Putti)
- 2012–2013: Talent High School - Il sogno di Sofia – TV-Serie, 48 Folgen
- 2013: Un fantastico via vai (Regie: Leonardo Pieraccioni)
- 2014: Don Matteo 9 – TV-Serie, 2 Folgen
- 2014: Che Dio ci aiuti – TV-Serie, 1 Folge
- 2015: Pietro Mennea - Der Pfeil Süd – TV-Miniserie
- 2015: Torno indietro e cambio vita (Regie: Carlo Vanzina)
- 2016: Conosce qualcuno? (Kurzfilm; Regie: Daniel Bondì)
- 2017: Last chance (Kurzfilm; Regie: Alice Bellagamba)
- 2017: Bad News (Kurzfilm; Regie: Matteo Petrelli)
- 2018: The Taylor (Kurzfilm)
- 2018: Le grida del silenzio (Regie: Sasha Alessandra Carlesi)
- 2018: Et in Arcadia Ego (Kurzfilm)
- 2018: Welcome Home (Regie: George Ratliff)[3]

## Theater
- 2009: Io Ballo (Regie: Patrick Rossi Gastaldi)
- 2010: Non ci posso fare niente (Regie: Francesca Viscardi Leonetti)
- 2013: Tempi moderni (Regie: Giulia Grandinetti)

## Tanz
- 2002–2004: Junior Balletto di Toscana, Tänzerin
- 2004–2008: Aterballetto, Tänzerin
- 2018: Balletto delle Marche, künstlerische Leiterin, Choreografin und Tänzerin

## Sonstiges
- 2017: Last chance (Kurzfilm), Regisseurin und Drehbuchautorin

## TV-Programme

### Wettbewerbe
- 2008–2009: Amici di Maria De Filippi
- 2009: Amici - La sfida dei talenti

### Moderatorin
- 2013: Marche Show! - Il salotto di Alice
- 2017: Inside The Spot

## Auszeichnungen
- 2014: 71. Internationalen Filmfestspiele von Venedig, erste Ausgabe des "International Award"
  - Beste Aufstrebende Schauspielerin